# Hailie Sahar
Hailie Sahar   (Los Angeles, 2 de juliol de 1988) és una actriu estatunidenca. És coneguda pel seu paper de Lulu Abundance, posteriorment cofundadora de la House of Ferocity a la sèrie de televisió Pose.
El seu pare era predicador en una església baptista i va créixer en el si d'una família religiosa de Los Angeles. Té cinc germans. De petita, era ballarina de l'equip Sparks de Los Angeles de la WNBA. Sahar va participar en l'escena ball de Los Angeles i, als 18 anys, es va convertir en una de les líders més joves d'una casa de la comunitat ball tot convertint-se en la "mare" de la House of Rodeo, aproximadament un any després d'unir-s'hi. Més tard, es va traslladar a la House of Allure. Es descriu a si mateixa com una dona amb experiència trans.
Sahar va aconseguir el seu primer paper amb la pel·lícula Leave It on the Floor de 2011. També va ser representar personatges secundaris a les sèries Mr. Robot i Transparent, i va protagonitzar la producció d'Off-Broadway de Charm. Sahar també representa Lulu com a part del repartiment principal de Pose, una sèrie de televisió de FX que va començar el 2018. El 2019 Sahar va començar a interpretar al personatge protagonista Jazmin al programa de televisió de Freeform Good Trouble.

## Filmografia

### Cinema
| Any  | Títol                 | Paper   | Notes |
| ---- | --------------------- | ------- | ----- |
| 2011 | Leave It on the Floor | Caixera |       |

### Televisió
| Any             | Títol        | Paper             | Notes                   |
| --------------- | ------------ | ----------------- | ----------------------- |
| 2016            | Transparent  | Adriana           | Episodi: "Elizah"       |
| 2017            | Mr. Robot    | Lady of the Night | 2 episodis              |
| 2018-actualitat | Pose         | Lulu              | Personatge protagonista |
| 2019-actualitat | Good Trouble | Jazmin            | 6 episodis              |
| 2019            | Eastsiders   | Marta             | 4 episodis              |
| 2020            | Equal        | Sylvia Rivera     | Docusèrie               |

## Premis i reconeixements
- Guanyadora del concurs Queen USA del 2015[8][9]